# Мария II (королева Англии)
Мари́я II (англ. Mary II; 30 апреля 1662, Сент-Джеймсский дворец — 28 декабря 1694, Кенсингтонский дворец) — королева Англии, Шотландии и Ирландии; соправительница и супруга своего кузена Вильгельма III Оранского.
Мария была старшей дочерью Джеймса Стюарта, герцога Йоркского, от его первого брака с Анной Хайд. Хотя отец принцессы обратился в католичество в конце 1660-х годов, Мария и её младшая сестра Анна по желанию царственного дяди Карла II воспитывались в англиканстве, вдали от влияния родителей. Карл II не имел законных детей, поэтому принцесса занимала второе место в линии престолонаследия после своего отца. В 1677 году Марию выдали замуж за кузена-протестанта Вильгельма III Оранского. В 1685 году скончался король Карл; отец Марии стал королём под именем Якова II, а сама она — предполагаемой наследницей престола. Противоречивая религиозная политика Якова II, а также тот факт, что при рождении его сына от брака с католичкой Марией Моденской, Джеймса Стюарта, в родовые покои не были допущены протестантские прелаты, привели к Славной революции в 1688 году и последующему принятию Билля о правах 1689 года, который допускал на английский престол только протестантов.
После низложения Якова II Мария и её супруг Вильгельм III взошли на английский престол. Хотя Мария являлась правящей королевой, страной фактически управлял Вильгельм — известный полководец, способный противостоять французскому королю Людовику XIV. Тем не менее, во время отсутствия супруга, Мария самостоятельно управляла страной, доказав, что является могущественным и эффективным монархом. Мария скончалась бездетной в 1694 году, оставив Вильгельма III единоличным правителем. После смерти Вильгельма III на трон взошла младшая сестра Марии Анна.

## Биография

### Происхождение и ранние годы

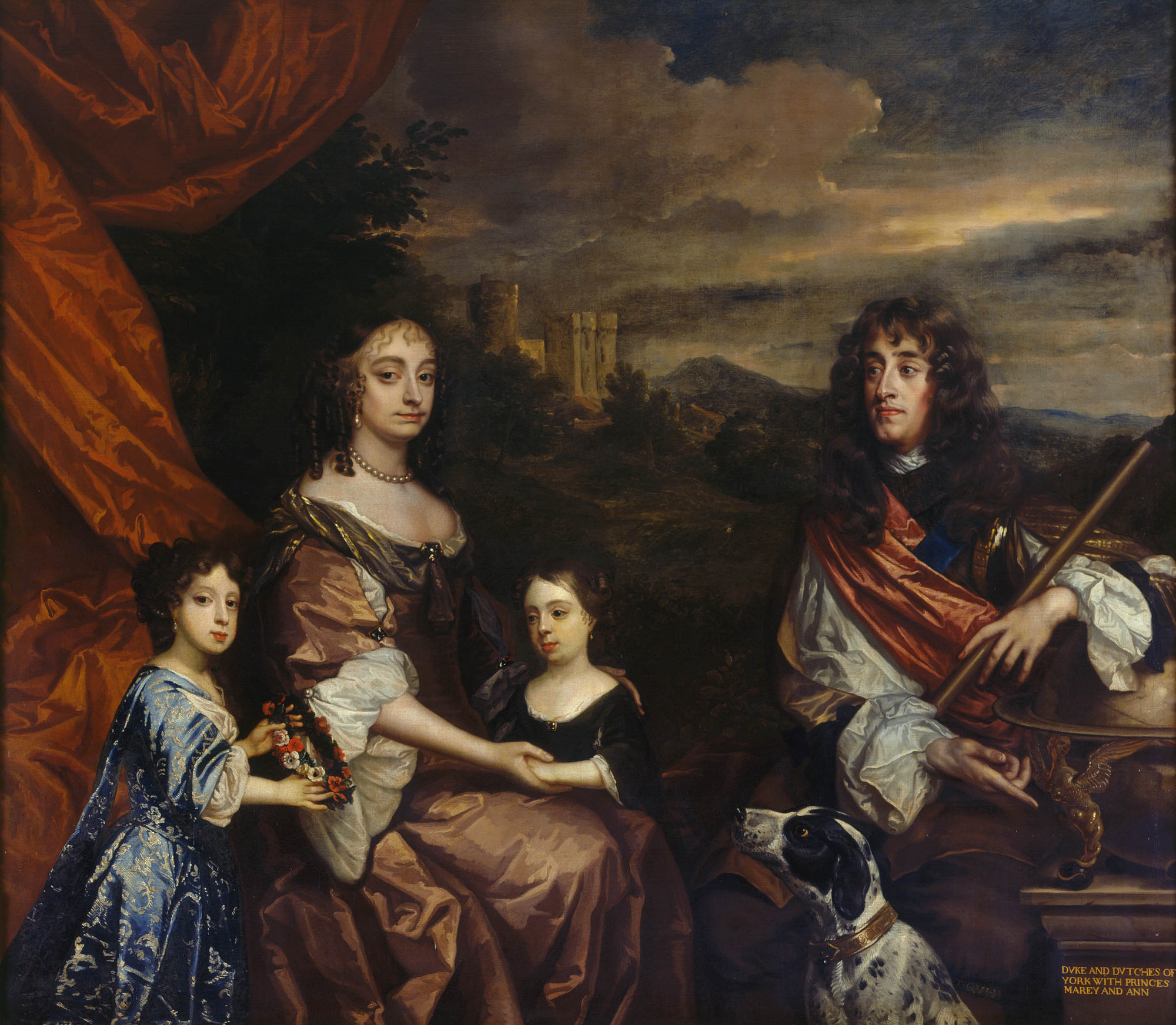
«Семья Джеймса, герцога Йоркского».Герцог Джеймс и герцогиня Анна были написаны Питером Лели между 1668 и 1670 годами, принцессы Мария и Анна были добавлены Бенедетто Дженнари-младшим не ранее 1680 года

Мария появилась на свет 30 апреля 1662 года в Сент-Джеймсском дворце в семье Джеймса, герцога Йоркского, и его первой жены Анны Хайд. Рождение Марии стало результатом второй беременности герцогини; всего же в семье родилось восемь детей, из которых только Мария и её младшая сестра Анна дожили до зрелого возраста. По линии отца принцесса была внучкой короля Англии, Шотландии и Ирландии Карла I и французской принцессы Генриетты Марии де Бурбон, по линии матери — Эдуарда Хайда, 1-го графа Кларендон, и его второй жены Фрэнсис Эйлсбери. Мария родилась в правление своего дяди короля Карла II, главным советником которого долгое время служил дед принцессы по матери — Эдуард Хайд. Венценосный дядя Марии не имел законных детей, поэтому принцесса занимала второе место в линии престолонаследия после своего отца.
Мария была крещена в англиканской вере в Королевской капелле Сент-Джеймсского дворца и была названа в честь прапрабабки по отцу, королевы Шотландии Марии Стюарт; среди восприемников принцессы был кузен её отца Руперт Пфальцский. В 1668 или 1669 году отец принцессы под влиянием жены (сама она сменила веру восемью годами ранее) обратился в католичество, однако и Мария, и её младшая сестра Анна воспитывались в англиканстве по желанию их дяди-короля. По приказу дяди, чтобы избавить девочек от влияния родителей-католиков, Марию и Анну перевезли в собственные покои Ричмондского дворца, где их воспитанием занималась гувернантка леди Фрэнсис Вильерс, супруга английского политического и военного деятеля Эдварда Вильерса; принцессы росли практически в изоляции и лишь изредка могли навещать родителей в Сент-Джеймсе и деда, графа Кларендона, в Туикенеме. Обучением Марии занимались частные учителя, а образование её ограничивалось музыкой, танцами, рисованием, французским языком и религиозным воспитанием.

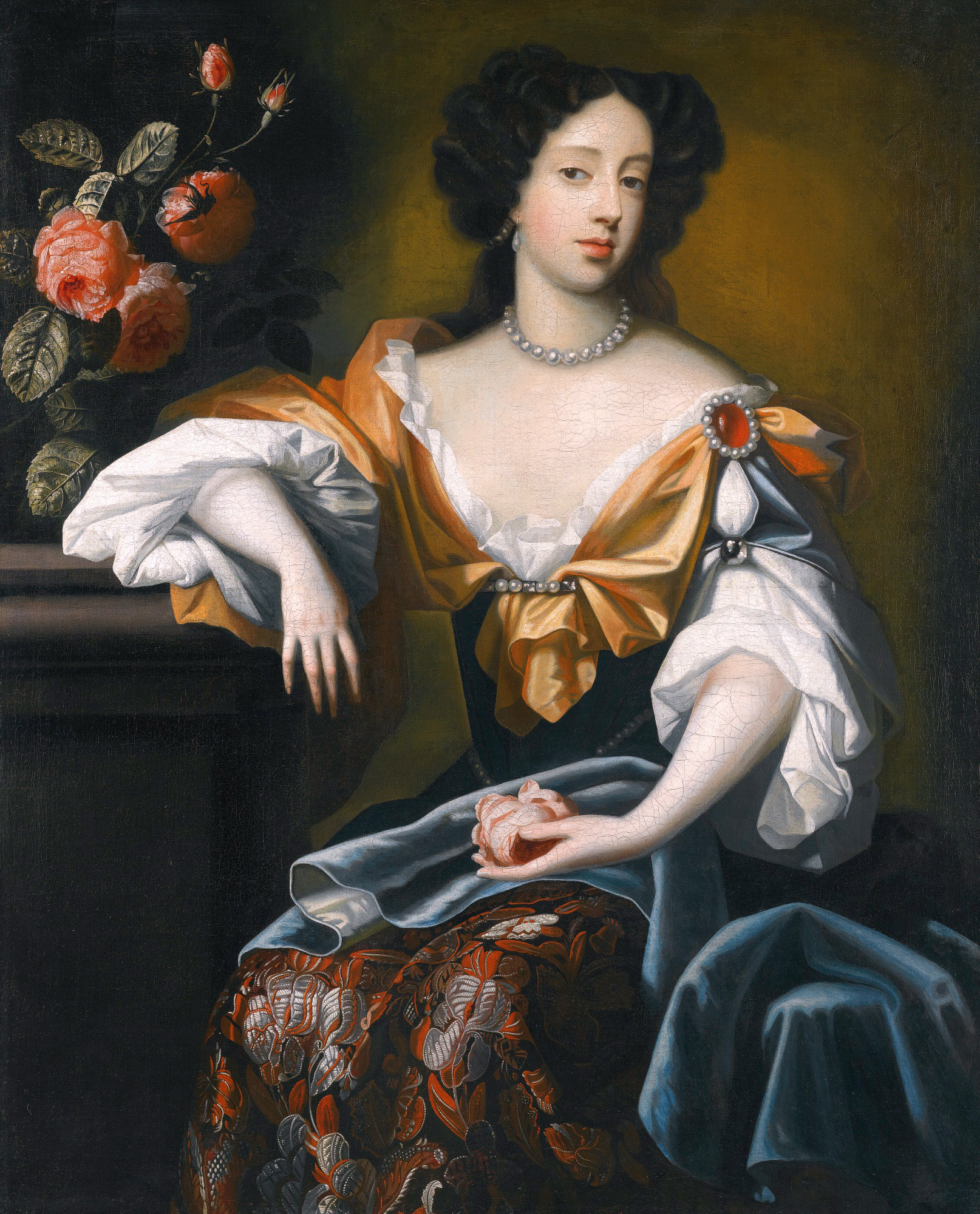
Мария Моденская, мачеха Марии.
Симон Питерц, 1680 год

Мать принцессы скончалась в 1671 году, а два года спустя отец женился во второй раз: женой герцога Йоркского стала набожная католичка Мария Моденская, которая была старше принцессы Марии всего на четыре года. Вскоре после прибытия Марии Моденской в Англию Джеймс представил ей своих дочерей со словами «я привёл вам новых партнёров для игр». Молодой герцогине очень быстро удалось сблизиться с принцессой Марией, чего нельзя было сказать об отношениях мачехи с принцессой Анной. Ещё больше две Марии сблизились в период, когда герцогиня переживала смерть дочери Екатерины Лауры в 1675 году и несколько выкидышей и появления нежизнеспособного потомства в последующие несколько лет. Позднее в 1678 году, когда принцесса уже была замужем и проживала в Нидерландах, герцогиня Йоркская вместе с принцессой Анной инкогнито навестила Марию в Гааге.
Начиная с девятилетнего возраста Мария вела переписку с Фрэнсис Эпсли, дочерью придворного сэра Аллена Эпсли, которая служила фрейлиной самой Марии и её сестре Анне и была примерно на девять лет старше принцессы. Письма к Фрэнсис, написанные Марией в подростковом возрасте, показывают, что принцесса боготворила Эпсли, из-за чего некоторые исследователи предположили, что будущая королева была влюблена в свою фрейлину. Страстные письма Марии со временем стали доставлять Фрэнсис дискомфорт, и она стала отвечать на них более формально и холодно. Однако, несмотря на это, переписка между женщинами сохранилась и тогда, когда Эпсли вышла замуж и покинула двор.

### Брак

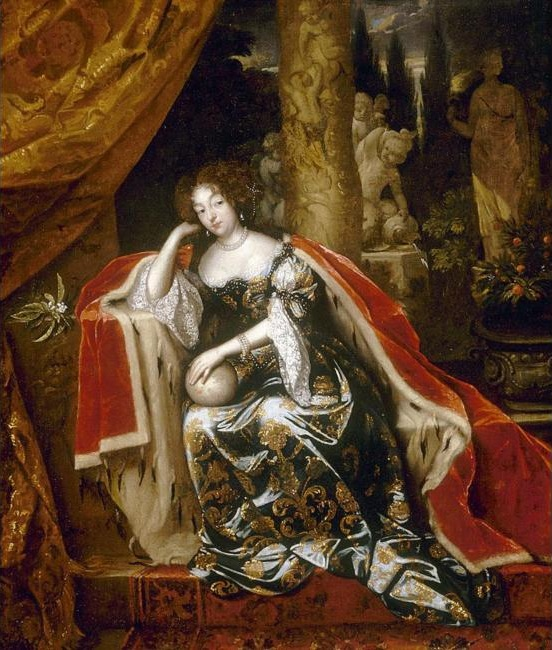
Портрет Марии кисти Каспара Нетшера, написанный за год до свадьбы принцессы

В возрасте пятнадцати лет Мария была обручена со своим кузеном-протестантом Вильгельмом Оранским, штатгальтером Нидерландов. Вильгельм был сыном покойной сестры короля Карла II, Марии Стюарт, и занимал четвёртое место в очереди на англо-шотландский трон после отца Марии, её самой и её младшей сестры. Первоначально Карл II был против союза с голландским правителем — он предпочитал, чтобы Мария вышла замуж за наследника французского престола, дофина Людовика, таким образом, объединив его королевства с католической Францией и увеличив шансы на мирное правление возможного католического преемника в Англии и Шотландии. Однако позднее под давлением парламента и ввиду того, что союз с католиками-французами больше не является политически благоприятным, он одобрил предложенный брак с голландским племянником. Герцог Йоркский согласился на брак только под давлением со стороны главного министра лорда Данби и короля, который неверно предположил, что это может увеличить популярность его брата-католика среди протестантов. Когда отец сообщил Марии, что она должна выйти замуж за своего двоюродного брата, «она проплакала весь вечер и весь следующий день».
4 ноября 1677 года в Сент-Джеймсе Вильгельма и заплаканную Марию обвенчал епископ лондонский Генри Комптон. В том же месяце, после двухнедельной задержки, вызванной плохой погодой, Мария в сопровождении супруга отбыла в Нидерланды. Роттердам оказался скован льдом, и молодожёны были вынуждены сойти на берег в небольшой деревушке Тер-Хейде и пройти через морозную сельскую местность, пока не встретили карету, отвёзшую их во дворец Хёйс-Хонселарсдейк, находившийся в двух милях к юго-западу от границы Гааги. 14 декабря они совершили официальный, торжественный въезд в Гаагу.

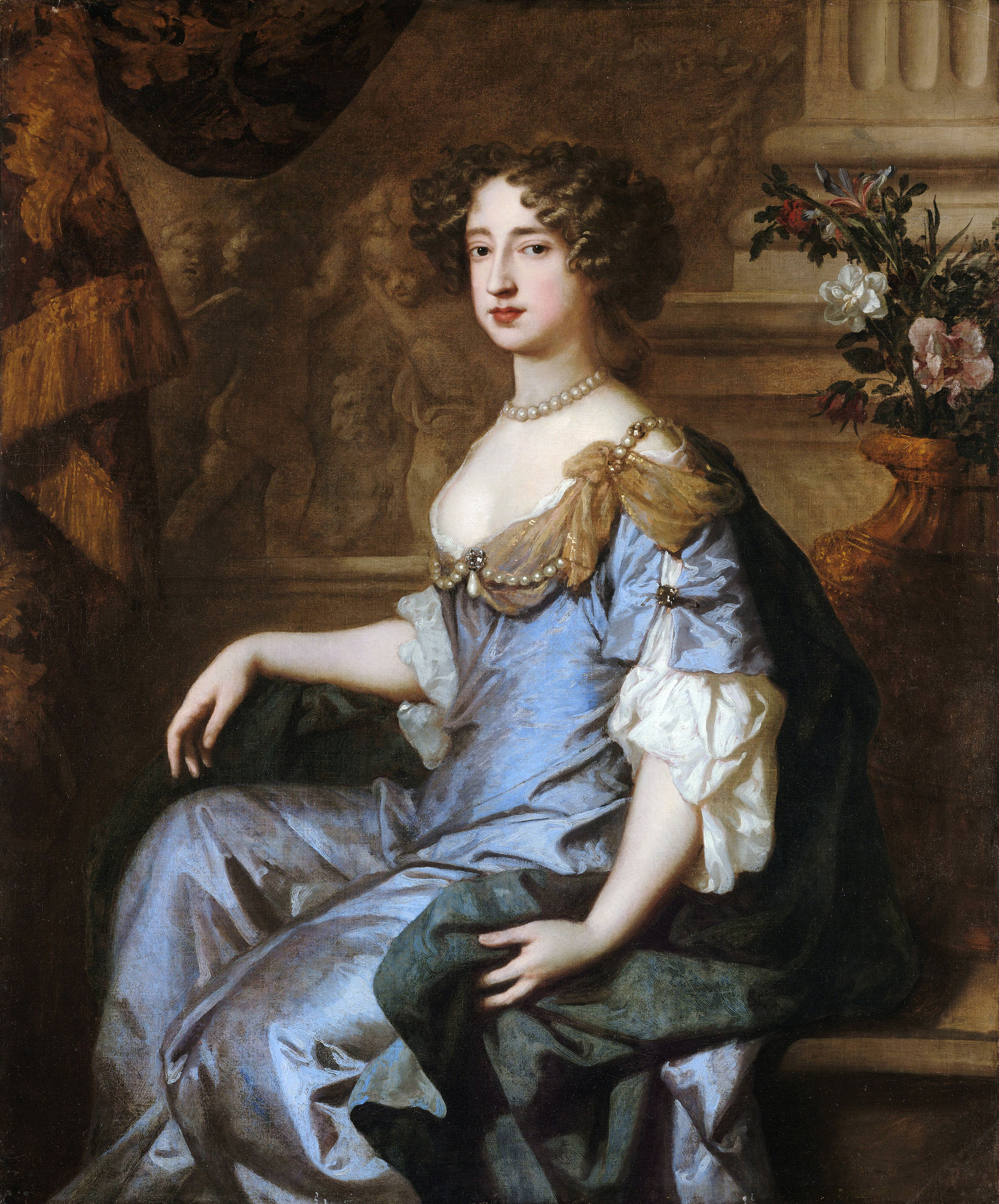
Портрет Марии кисти Питера Лели, написанный, когда принцесса уже была замужем

Живая и представительная натура Марии сделала её весьма популярной у голландцев, а её брак с протестантом был с восторгом принят в Британии. Принцесса была предана своему мужу, но он часто отсутствовал из-за походов; это привело к тому, что семья Марии полагала, что Вильгельм холоден к жене и пренебрегает ею. В течение нескольких месяцев после свадьбы Мария забеременела, но во время посещения Вильгельма в укреплённом городе Бреда у принцессы случился выкидыш, который, возможно, навсегда лишил её способности иметь детей. Вместе с тем, в дальнейшем у Марии трижды — в середине 1678, в начале 1679 и 1680 годов — случались тяжёлые приступы некой болезни, которые вполне могли оказаться очередными выкидышами. Неспособность родить ребёнка огорчала Марию и делала её несчастной всю её жизнь.
С мая 1684 года незаконнорождённый сын короля Карла II, Джеймс Скотт, 1-й герцог Монмут, жил в Нидерландах в изгнании, где его принимали Мария и её супруг. Монмут считался врагом герцога Йоркского и потенциальным наследником-протестантом, который мог вытеснить отца Марии из линии престолонаследия. Присутствие Монмута при голландском дворе беспокоило Марию, однако Вильгельм не считал герцога жизнеспособной альтернативой тестю и верно предполагал, что у Монмута недостаточно влияния и поддержки.

### Правление отца

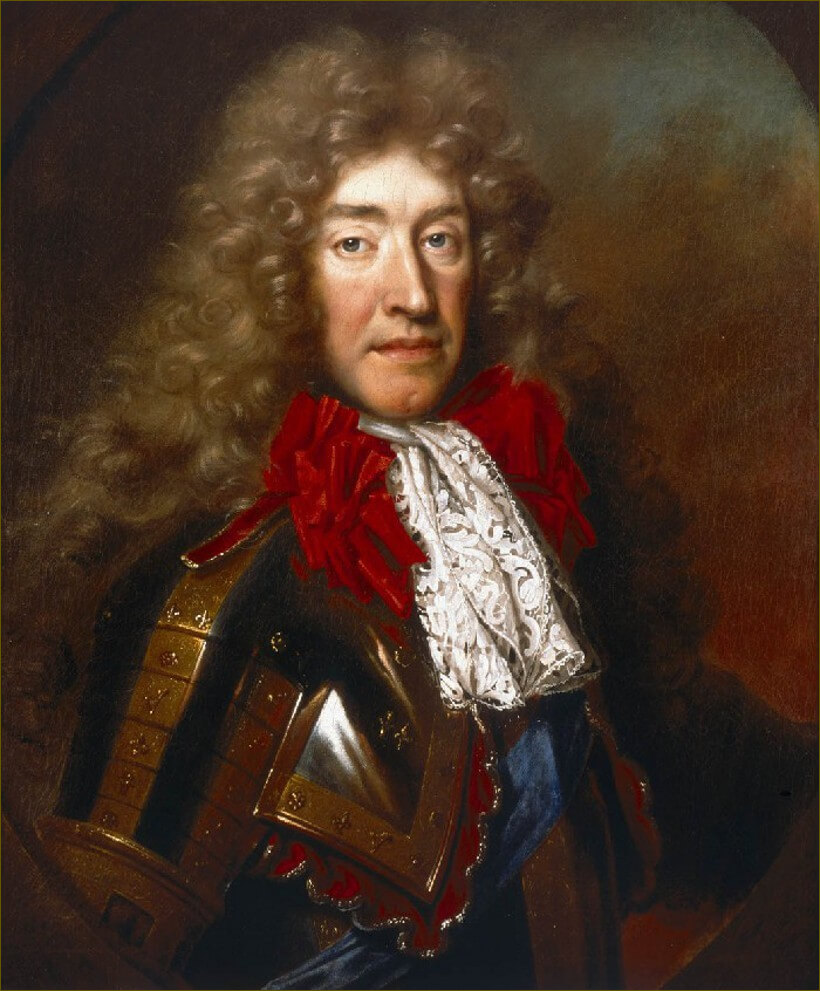
Яков II — отец Марии и последний католический монарх, правивший в Англии. Никола де Ларжильер, ок. 1686

В феврале 1685 года скончался дядя Марии, король Карл II, не оставивший законного потомства, и на трон под именем Якова II взошёл отец принцессы. Мария играла в карты, когда Вильгельм сообщил ей о произошедшем и о том, что сама она отныне является предполагаемой наследницей англо-шотландского престола. Однако такое положение устраивало не всех: вскоре после смерти отца Джеймс Скотт, 1-й герцог Монмут, воодушевлённый поддержкой сторонников Билля об отводе, собрал силы вторжения в Амстердаме и отправился в Британию с целью свергнуть короля-католика и занять трон. Супруг Марии сообщил Якову об отплытии Монмута и приказал английским войскам, расквартированным в Нидерландах, вернуться на родину, чтоб предотвратить свержение тестя и захват власти бастардом покойного короля. Вильгельм, вероятно, действовал в собственных интересах, поскольку в случае победы Монмута и он сам, и Мария, вероятнее всего, были бы исключены из линии престолонаследия. К облегчению Вильгельма, восстание Монмута провалилось: несмотря на численное превосходство, герцог проиграл битву при Седжмуре, был схвачен и казнён. Однако Вильгельм и Мария были встревожены последующими действиями Якова II.
Правление отца Марии ознаменовалось спорной религиозной политикой: он подготовил королевский указ, согласно которому приостанавливалось действие всех актов, лишавших свободы вероисповедания не-англикан, однако действия короля не были одобрены парламентом. Мария сочла действия отца незаконными, и её капеллан выразил эту точку зрения в письме к архиепископу Кентерберийскому Уильяму Сэнкрофту от имени принцессы. Ещё большую тревогу у Марии вызвал тот факт, что Яков отказался помочь, когда французский король-католик Людовик XIV вторгся в Оранж с целью преследования беженцев-гугенотов. В это же время Яков стал плести интриги против зятя: в попытке внести разлад в отношения Марии и Вильгельма, король призвал английских придворных дочери сообщить ей, что у Вильгельма был роман с Элизабет Вильерс — дочерью гувернантки Марии. Мария, узнав о неверности мужа, решила удостовериться в этом: в одну из ночей стала ждать Вильгельма возле комнаты Вильерс и застала принца, покидающим комнаты Элизабет поздно ночью. Вильгельм отрицал прелюбодеяние, и Мария, по-видимому, поверила и простила его. Вполне вероятно, что никакого романа и не было, а с Вильерс Вильгельм встречался для получения через неё дипломатической информации. Придворные Марии, приехавшие с ней из Англии и, вероятно, подчинявшиеся её отцу, были отосланы обратно после этого инцидента.

### «Славная революция»

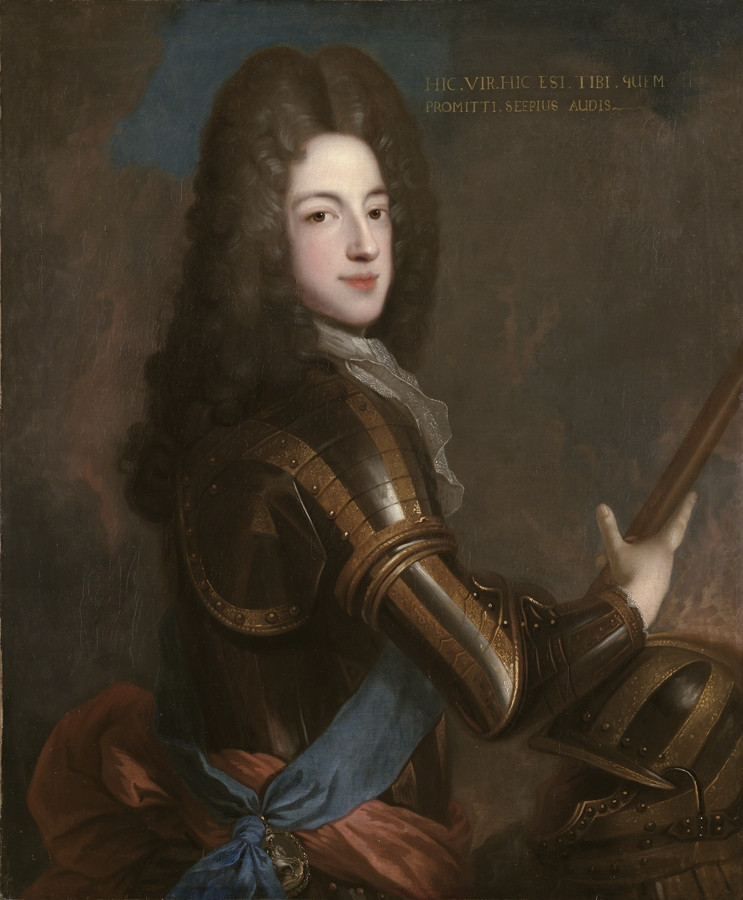
Джеймс Фрэнсис Эдуард, единокровный брат Марии, обстоятельства рождения которого стали одной из причин «Славной революции»

Начиная с 1686 года супруг Марии поддерживал связь с недовольными правлением Якова II дворянами-протестантами в Англии и Шотландии. После того, как Яков предпринял попытку заставить англиканских священнослужителей прочитать декларацию о снисхождении — прокламацию, предоставлявшую религиозную свободу католикам и инакомыслящим протестантам — в их церквях в мае 1688 года, его популярность ещё больше упала. Тревога среди протестантов усилилась, когда супруга короля, Мария Моденская, родила в июне 1688 года сына Джеймса Фрэнсиса Эдуарда, которого, в отличие от Марии и Анны, королевская чета собиралась воспитывать в католичестве. Некоторые протестанты были уверены, что мальчик был «подложным»: он был тайно пронесён в покои королевы, чтобы заменить рождённого ею мёртвого младенца.
В поисках информации Мария направила список вопросов, состоящий из восемнадцати пунктов, касающихся обстоятельств рождения ребёнка, своей сестре Анне, которая и вовсе ранее подозревала мачеху в симулировании беременности. Принцесса Анна во время рождения её единокровного брата находилась на лечении в Бате и не могла достоверно знать о происходившем в то время в покоях королевы, но в ответ на письмо Марии она писала: «Я никогда не буду знать точно, истинный или ложный этот ребёнок. Он может быть нашим братом, но только бог знает [это]… какие бы изменения не произошли, вы всегда найдёте меня твёрдой в своей вере и преданной вам». Ответ Анны был во многом недостоверен и необъективен, однако он, а также продолжавшиеся слухи утвердили Марию в уверенности, что её брат — подменыш, а отец — религиозный перебежчик, всеми силами стремящийся обеспечить католическую преемственность на троне.
30 июня «Бессмертная семёрка» тайно попросила Вильгельма, находившегося с супругой в Республике Соединённых провинций, собрать армию и вторгнуться в Англию, чтобы сместить Якова II с трона. Ранее Вильгельм уже заявлял, что военное вмешательство, для которого он собирал силы, будет зависеть от такого рода приглашения, но по-прежнему колебался; возможно, он завидовал положению своей жены как наследницы английской короны и боялся, что она станет более могущественной, чем он сам. Тем не менее, по словам историка Гилберта Барнета, Мария убедила мужа, что не желает власти и «будет не более, чем его женой, и сделает всё, что в её власти, чтобы сделать его королём на всю жизнь». Мария заверила Вильгельма, что всегда будет повиноваться мужу, как и обещала в своих брачных клятвах.

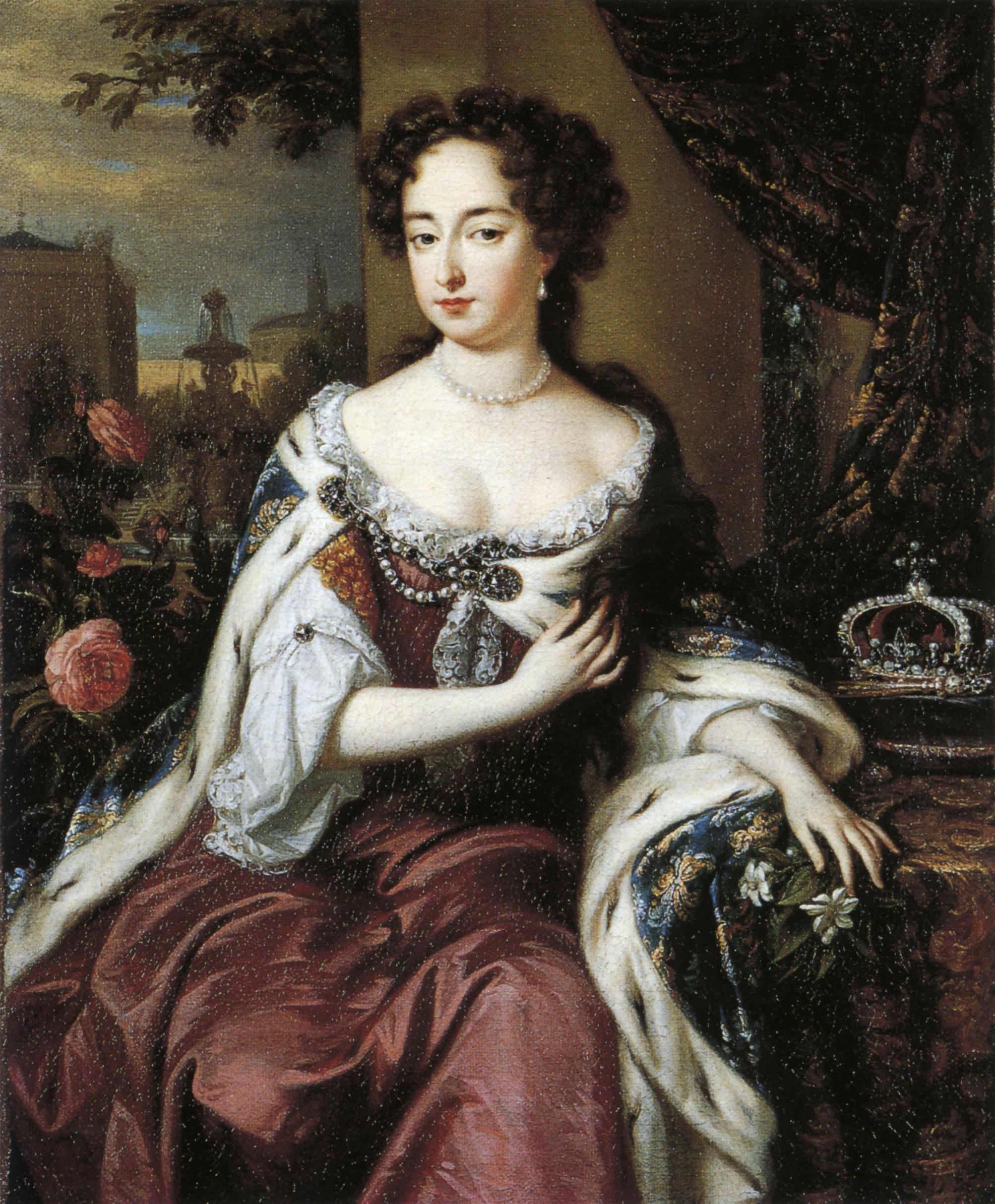
Портрет Марии кисти Яна Верколье, 1685 год

Вильгельм согласился вторгнуться в Англию и опубликовал декларацию, в которой новорождённый сын Якова II именовался как «мнимый принц Уэльский»; он также составил список жалоб английского народа и заявил, что его предполагаемая экспедиция будет осуществлена с единственной целью — собрать «свободный и законный парламент». Вильгельм и голландская армия, в отсутствие Марии, которая осталась в Нидерландах, высадились в Англии 5 ноября 1688 года после осложнённого штормами путешествия по морю в октябре. Недовольные английская армия и флот сразу же переметнулись к Вильгельму, а уже 11 декабря разгромленный король Яков попытался бежать, но был схвачен. 23 декабря низвергнутый король снова попытался бежать — на этот раз успешно; вероятно, Вильгельм не собирался убивать тестя, если тот покинет страну, и поэтому позволил Якову бежать во Францию, где тот и окончил свои дни.
Мария была расстроена обстоятельствами, связанными с низложением отца, и разрывалась между заботой о нём и долгом перед мужем, но была убеждена, что действия Вильгельма, какими бы неприятными они ни были, необходимы для «спасения Церкви и государства». Когда Мария прибыла в Англию после Нового года, она написала о своей «тайной радости» — возвращении на родину, но событие это омрачалось несчастьями, постигшими её отца. Вильгельм приказал супруге проявить радость, когда они триумфально въедут в Лондон, в результате чего Мария была подвергнута критике со стороны Джона Ивлина и Сары Черчилль за такое отношение к тяжёлому положению отца. Яков же написал обличительную речь против дочери, в которой критиковал её нелояльность; действия отца глубоко повлияли на благочестивую Марию.

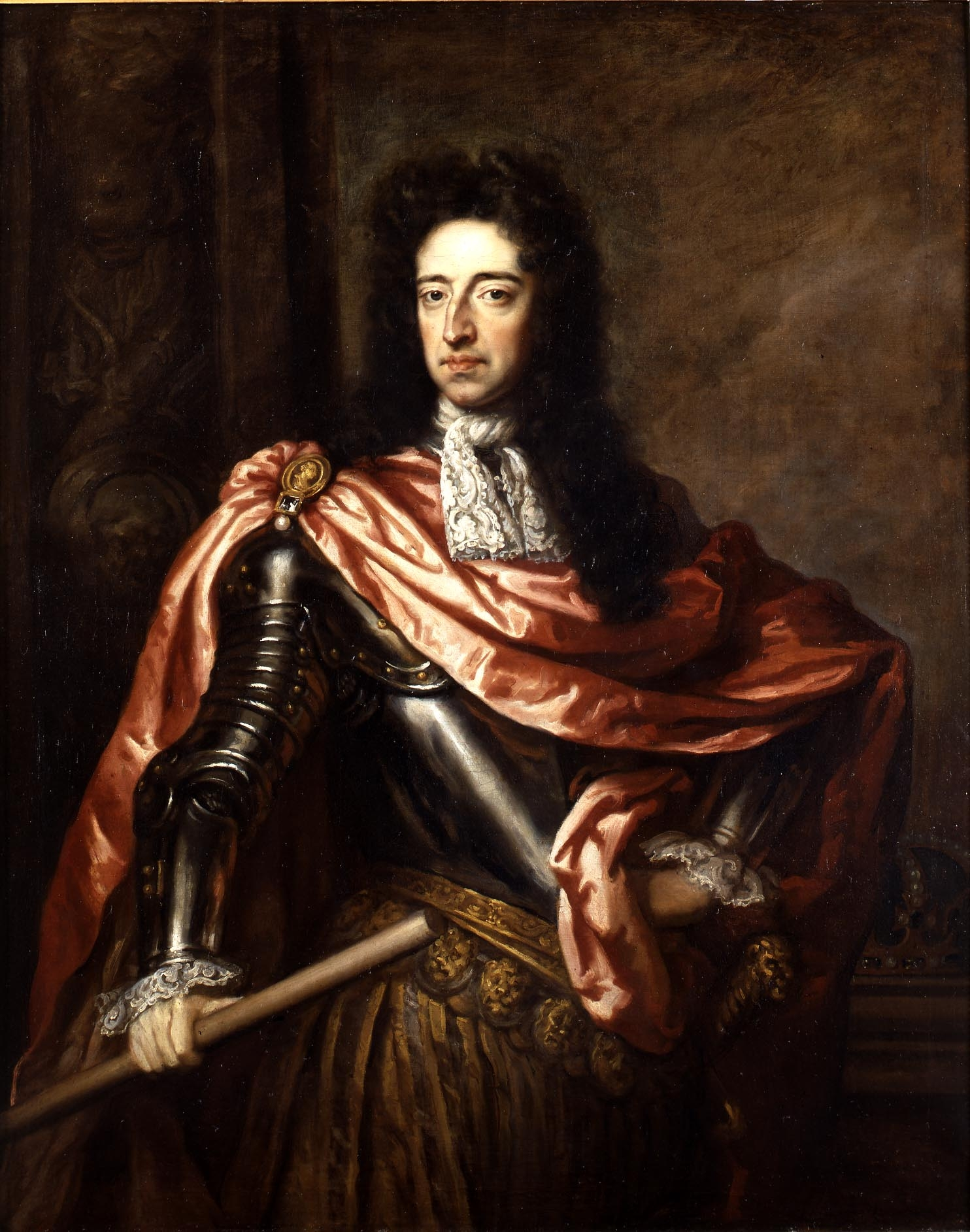
Портрет Вильгельма III, супруга Марии, кисти Готфрида Кнеллера, ок. 1680-х

В январе 1689 года супруг Марии созвал парламент с целью разработать план противодействия якобитам и окончательно решить вопрос наследования. Часть политиков во главе с лордом Данби считала, что Мария, будучи законной наследницей по прямой линии, должна быть единоличным монархом, в то время как Вильгельм и его сторонники были непреклонны в том, что муж не может подчиняться жене. Вильгельм желал править как король, а не довольствоваться ролью супруга при королеве. С другой стороны, и сама Мария не хотела быть правящей королевой, полагая, что женщины должны подчиняться своим мужьям, и «зная, что моё сердце не создано для королевства, и моя склонность приводит меня к уединённой спокойной жизни».
13 февраля 1689 года парламент принял Декларацию о правах, в которой определил, что Яков II, бежав из страны 11 декабря 1688 года, отрёкся от престола, и что трон, таким образом, теперь свободен. Парламент предложил корону не старшему сыну Якова, Джеймсу Фрэнсису Эдуарду (который был бы наследником при обычных обстоятельствах), а Вильгельму и Марии как соправителям. Единственный прецедент для совместной монархии датируется шестнадцатым веком: когда королева Мария I Тюдор вышла замуж за Филиппа Испанского, при этом было решено, что последний примет титул короля, но только на время правления жены, и он практически не будет иметь реальной власти. Вильгельм же остался королём и после смерти жены, а при её жизни «единственное и полное осуществление царственной власти [будет] проводиться упомянутым принцем Оранским от имени указанного принца и принцессы во время их совместной жизни». Впоследствии отстранение от престолонаследия было распространено не только на Якова и его наследников (кроме Анны), но и на всех католиков, поскольку «опыт показывает, что управление папским принцем противоречит безопасности и благополучию этого протестантского королевства».
Совместная коронация Вильгельма III и Марии II состоялась в Вестминстерском аббатстве 11 апреля 1689 года под руководством епископа Лондонского Генри Комптона. Обычно коронацию проводил архиепископ Кентерберийский, однако Уильям Сэнкрофт, занимавший этот пост, хоть и исповедовал англиканство, отказался признать свержение Якова II. Ни Вильгельм, ни Мария не получили наслаждения от церемонии: Мария считала «всё это тщеславием», а Вильгельм — «пережитком папистского прошлого». В тот же день совет владений Шотландии, который был гораздо более разделён, чем Английский парламент, наконец, объявил, что Яков II больше не является королём Шотландии, что «ни один папист не может быть королём или королевой этого царства», что Вильгельм и Мария станут соправителями друг друга и что Вильгельм будет осуществлять единую и полную власть. На следующий день в Эдинбурге Мария и её супруг были провозглашены королевой и королём Шотландии. Они принесли коронационную присягу Шотландии в Лондоне 11 мая.
Несмотря на признания супругов новыми монархами страны, в Шотландии оставались сторонники Якова II. Виконт Данди собрал армию в Шотландском высокогорье и одержал убедительную победу в битве при Килликранки 27 июля. Огромные потери, понесённые войсками Данди, однако, в сочетании с его смертельным ранением в начале битвы, послужили для устранения единственного эффективного сопротивления Вильгельму, и восстание было быстро подавлено, когда сторонники Данди потерпели громкое поражение в следующем месяце в битве при Данкелде.

### Правление

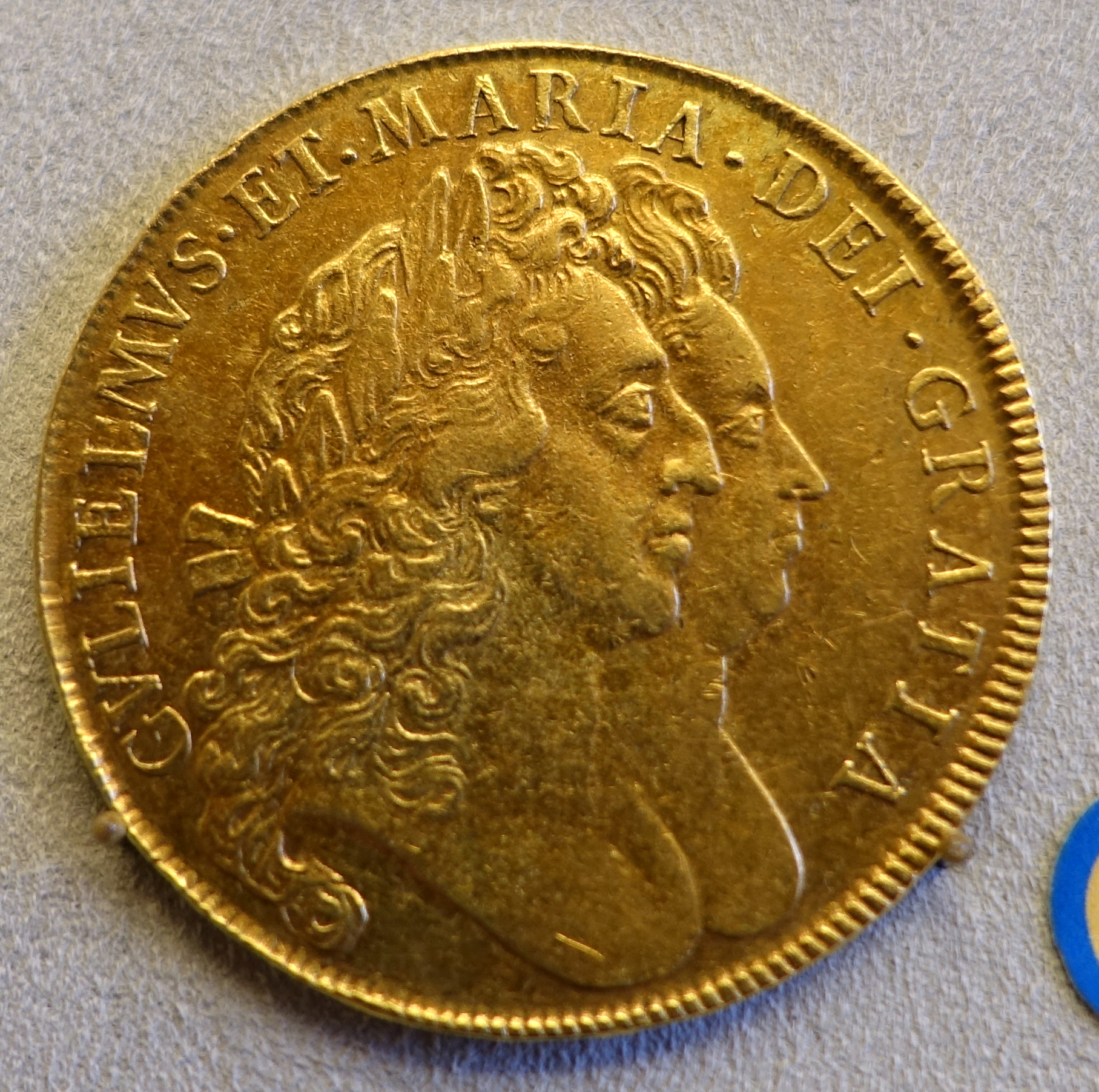
Изображение Вильгельма и Марии на монете в пять гиней 1692 года

В декабре 1689 года парламент принял один из самых важных конституционных актов в истории Англии — Билль о правах. Эта мера, которая переформулировала и подтвердила многие положения предыдущей Декларации о праве, установила ограничения на королевскую прерогативу; в частности, в акте было утверждено, что суверен не может приостанавливать принятие законов, утверждённых парламентом, взимать налоги без согласия парламента, нарушать право на петиции, собирать постоянную армию в мирное время без согласия парламента, отказывать в праве носить оружие протестантским подданным, ненадлежащим образом вмешиваться в парламентские выборы, наказывать членов Палаты парламента за все, что было сказано в ходе дебатов, требовать чрезмерный залог или применять жестокие или необычные наказания. Билль о правах также подтвердил правопреемство на престоле: после смерти одного из супругов другой должен был продолжать править; следующими в очереди на престол будут любые дети пары, за которыми следуют сестра Марии, Анна, и её дети; последними в линии наследования стояли дети, которых Вильгельм III мог иметь после смерти Марии II от любого последующего брака.
Начиная с 1690 года Вильгельм часто уходил в походы — обычно каждый год с весны до осени. В 1690 году он сражался в Ирландии с якобитами, поддержавшими отца Марии. Вильгельм сокрушил ирландских якобитов к 1692 году, но продолжил кампании за границей, чтобы вести войну против Франции в Нидерландах. Пока её супруг отсутствовал, Мария управляла королевством, опираясь на советы девяти членов кабинета министров. Она не стремилась к власти и чувствовала себя «лишённой всего, что было мне дорого в лице моего мужа, оставленной среди тех, кто был для меня совершенно незнаком: у моей сестры столь сдержанный нрав, что я не могу утешиться ею». К тому же к этому моменту у Анны возник спор с королевской четой по поводу денежного содержания, и отношения между сёстрами испортились. Во время отсутствия супруга, в случае, если она не могла посоветоваться с Вильгельмом III, Мария действовала на своё усмотрение. Однако когда король находился в Англии, королева полностью отстранялась от вмешательства в политические вопросы. Делалось это согласно Декларации и Биллю о правах, а также по собственной воле Марии. Тем не менее она оказалась твёрдым правителем, приказав арестовать собственного дядю, Генри Хайда, 2-го графа Кларендона, за участие в заговоре, целью которого было восстановить на троне Якова II. В январе 1692 года влиятельный Джон Черчилль, 1-й граф Мальборо, был снят со всех постов и удалён от двора по аналогичным обвинениям, что несколько уменьшило популярность Марии и ещё больше повредило её отношениям с принцессой Анной, на которую оказывала сильное влияние жена Черчилля Сара. Анна появилась при дворе с Сарой, очевидно, поддержав опального Черчилля, что привело к тому, что Мария в гневе потребовала, чтобы Сара была уволена и освободила покои Анны.

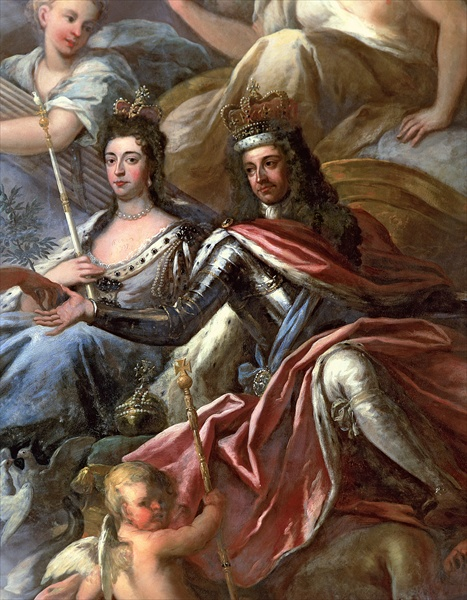
Изображение Вильгельма III и Марии II на потолке одного из помещений Королевского военно-морского колледжа в Гринвиче

В апреле 1692 года Мария заболела лихорадкой и впервые за 12 лет пропустила воскресную церковную службу. Она также не смогла навестить Анну, которая перенесла тяжёлые роды. Позднее Мария всё же навестила сестру, чтобы принести соболезнования из-за смерти младенца; вместе с тем Мария не преминула высказать принцессе своё недовольство продолжавшейся дружбой Анны с Сарой Черчилль. Это была последняя встреча Марии и Анны, и сёстры больше не видели друг друга. Дальнейшие события окончательно рассорили их: Мальборо был арестован и заключён в тюрьму, хотя затем освобождён после того, как его обвинитель был признан самозванцем. Мария записала в своём дневнике, что разрыв между сёстрами был наказанием от Бога за «неправильность» революции. Мария всегда была чрезвычайно набожна и посещала церковные службы по крайней мере два раза в день. Многие из воззваний Марии были направлены на борьбу с распущенностью, дерзостью и пороком. Она часто участвовала в делах Церкви — все вопросы церковного покровительства проходили через её руки. После смерти архиепископа Кентерберийского Джона Тиллотсона в декабре 1694 года Мария собиралась назначить на этот пост епископа Вустера Эдварда Стиллингфлита, но Вильгельм пожелал видеть на этой должности епископа Линкольна Томаса Тенисона.
Мария была довольно высокой (5 футов 11 дюймов; 180 см) и, очевидно, в хорошей форме: она регулярно совершала пешие прогулки между дворцами в Уайтхолле и Кенсингтоне. Однако в конце 1694 года она заболела оспой. Мария отослала из Кенсингтона всех, у кого не было признаков болезни, чтобы предотвратить распространение инфекции. Анна, которая снова была беременна, послала королеве письмо, в котором говорилось, что она готова рискнуть своим здоровьем и, возможно, жизнью, чтобы снова увидеть свою сестру, однако предложение было отклонено камергершей Марии графиней Дерби. Королева Мария умерла в Кенсингтонском дворце вскоре после полуночи 28 декабря 1694 года в возрасте 32 лет. Вильгельм, привыкший полагаться на жену, был опустошён её смертью и сказал своему близкому другу Гилберту Бёрнету: «от того, насколько я был счастливым… теперь стану самым несчастным существом на земле». В то время как якобиты считали её смерть божественным возмездием за нарушение пятой заповеди («почитай отца своего»), королева широко оплакивалась в Британии. В холодную зиму, когда Темза замёрзла, забальзамированное тело королевы было выставлено для прощания в банкетном зале Уайтхолла. 5 марта она была похоронена в Вестминстерском аббатстве. Погребальная служба Марии II была первой из всех королевских, в которых приняли участие все члены обеих палат парламента. Для церемонии композитор Генри Пёрселл написал «Музыку для похорон королевы Марии», антем и две элегии.

## Наследие
В 1693 году Мария обеспечила открытие Колледжа Вильгельма и Марии (в настоящее время Вильямсбург, штат Виргиния), поддержала Томаса Брея, который основал Общество содействия христианскому знанию и способствовала созданию Королевского морского госпиталя в Гринвиче после победы англо-голландских войск в битве при Ла-Хог в ходе войны за английское наследство. Ей приписывают влияние на дизайн садов во дворцах Хет Лоо и Хэмптон-Корт, а также популяризацию бело-голубой керамики и содержание золотых рыбок в качестве домашних питомцев.
Якобиты изображали Марию неверной дочерью, разрушившей жизнь отца ради собственной выгоды и выгоды своего супруга. В первые годы правления Марию считали находящейся под полным контролем мужа, но после того, как она успешно управляла страной, когда Вильгельм III находился за границей, мнение о королеве изменилось в лучшую сторону. Наум Тейт в своём труде «Подарок для дам» (1692) сравнивал Марию с королевой Елизаветой I. Её скромность и робость были высоко оценены в работе Уильяма Уолша «Диалог в отношение женщин» (1691), в которой поэт сравнил королеву с Цинциннатом, римским полководцем, взявшим на себя большую задачу, когда его призвали, но затем добровольно отказавшегося от власти.
За неделю до своей смерти Мария разбирала свои бумаги, отсеивая некоторые и сжигая их, но её дневник сохранился, как и письма к Вильгельму и Фрэнсис Эпсли. Якобиты очерняли её, но оценка её характера, которая дошла до потомства, была в значительной степени видением Марии как послушной и покорной жены, которая неохотно пришла к власти, умело использовала её, когда это было необходимо, и охотно передавала её своему мужу.

## Титулование, герб, генеалогия

### Титулование
- 30 апреля 1662 — 4 ноября 1677: Её Высочество леди Мария[115]
- 4 ноября 1677 — 13 февраля 1689: Её Высочество принцесса Оранская[75]
- 13 февраля 1689 — 28 декабря 1694: Её Величество королева

Совместное именование Вильгельма III и Марии II с 13 февраля по 11 апреля 1689 года выглядело так: «Вильгельм и Мария, милостию Божию, король и королева Англии, Франции и Ирландии, защитники веры, и прочее». 11 апреля шотландский парламент признал их своими монархами и королевская чета стала именоваться так: «Вильгельм и Мария, милостию Божию, король и королева Англии, Шотландии, Франции и Ирландии, защитники веры, и прочее».

### Гербы
Основным гербом был объединённый герб Марии II и Вильгельма III, основанный на королевском гербе Стюартов. Щит рассечён и пересечён: в первой и четвёртой частях королевский герб Англии [в 1-й и 4-й частях в лазоревом поле три золотых лилии (французский королевский герб), во 2-й и 3-й частях в червлёном поле три золотых вооружённых лазурью леопарда (идущих льва настороже), один над другим (Англия)]; во второй части в золотом поле червлёный, вооружённый лазурью лев, окружённый двойной процветшей и противопроцветшей внутренней каймой [Шотландия]; в третьей части в лазоревом поле золотая с серебряными струнами арфа [Ирландия]). Поверх щита расположен щиток Нассау: в лазоревом с золотым гонтом поле восстающий, вооружённый червленью золотой лев.
Щит увенчан золотым турнирным шлемом, коронованным короной святого Эдуарда; намёт золотой, подложен горностаем. На шлеме стоящий золотой коронованный лев, вооружённый серебром и червленью. Щит окружён лентой Благороднейшего ордена Подвязки: на лазоревой ленте золотая надпись «Honi Soit Qui Mal y Pense» [Пусть стыдится подумавший плохо об этом]. Щитодержатели: справа — золотой коронованный лев, вооружённый червленью; слева — восстающий серебряный единорог, вооружённый золотом и коронованный на манер ошейника золотой короной с цепью, идущей к почве. Щитодержатели расположены на золотой подставке, поросшей розами, чертополохом и клевером. На подставке располагается лазоревая с золотой каймой лента с девизом «Dieu et mon droit» [Бог и моё право], начертанный золотом.
Во время Славной революции на знамёнах Вильгельма и Марии использовался их герб как принца и принцессы Оранских. Щит, увенчанный золотой короной без владельческой шапки, рассечён надвое. Справа — герб Вильгельма: щит рассечён и пересечён. В 1-й части в лазоревом с золотым гонтом поле восстающий, вооружённый червленью золотой лев (Нассау); во 2-й части в золотом поле червлёный, вооружённый лазурью и коронованный лазоревой короной восстающий лев (Катценельнбоге); в 3-й части в червлёном поле серебряный пояс (Вианден); в 4-й части в червлёном поле два золотых, вооружённых лазурью идущих льва настороже, один над другим (Диц). Поверх щита расположены три малых щитка, один над другим. Верхний щиток — в золотом поле чёрный пояс (Мёрс). Средний щиток рассечён и пересечён, и обременён малым щитком [дважды рассечён и пересечён в шахматном порядке на золото и лазурь (Женева)]; в 1-й и 4-й частях в червлёном поле золотая перевязь (Шалон), во 2-й и 3-й частях в золотом поле лазорево-золотой рог с червлёным шнуром (Оранж). Нижний щиток — в золотом поле серебряный зубчатый пояс (Бюрен).
Слева — герб Марии: щит, обременённый серебряным турнирным воротничком с тремя зубцами, рассечён и пересечён. В 1-й и 4-й частях королевский герб Англии [в 1-й и 4-й частях в лазоревом поле три золотых лилии (французский королевский герб), во 2-й и 3-й частях в червлёном поле три золотых вооружённых лазурью леопарда (идущих льва настороже), один над другим (Англия)]; во 2-й части в золотом поле червлёный, вооружённый лазурью лев, окружённый двойной процветшей и противопроцветшей внутренней каймой [Шотландия]; в 3-й части в лазоревом поле золотая с серебряными струнами арфа [Ирландия]).

### Генеалогия

#### Генеалогическое древо
|                        |                        |                        |                        | Эдуард Хайд (1609—1674) | Эдуард Хайд (1609—1674) | Эдуард Хайд (1609—1674) | Эдуард Хайд (1609—1674) | Эдуард Хайд (1609—1674) | Эдуард Хайд (1609—1674) |                       |                       |                       |                       |  |  |                      |                      |                      |                      |                      |                      |  |  |                           |                           |                           |                           |                           |                           |  |  | Карл I (1600—1649)             | Карл I (1600—1649)             | Карл I (1600—1649)             | Карл I (1600—1649)             | Карл I (1600—1649)             | Карл I (1600—1649)             |  |  |                          |                          |                          |                          |                          |                          |  |  |  |  |  |  |  |  |  |  |  |  |
|                        |                        |                        |                        | Эдуард Хайд (1609—1674) | Эдуард Хайд (1609—1674) | Эдуард Хайд (1609—1674) | Эдуард Хайд (1609—1674) | Эдуард Хайд (1609—1674) | Эдуард Хайд (1609—1674) |                       |                       |                       |                       |  |  |                      |                      |                      |                      |                      |                      |  |  |                           |                           |                           |                           |                           |                           |  |  | Карл I (1600—1649)             | Карл I (1600—1649)             | Карл I (1600—1649)             | Карл I (1600—1649)             | Карл I (1600—1649)             | Карл I (1600—1649)             |  |  |                          |                          |                          |                          |                          |                          |  |  |  |  |  |  |  |  |  |  |  |  |
|                        |                        |                        |                        |                         |                         |                         |                         |                         |                         |                       |                       |                       |                       |  |  |                      |                      |                      |                      |                      |                      |  |  |                           |                           |                           |                           |                           |                           |  |  |                                |                                |                                |                                |                                |                                |  |  |                          |                          |                          |                          |                          |                          |  |  |  |  |  |  |  |  |  |  |  |  |
| Генри Хайд (1638—1709) | Генри Хайд (1638—1709) | Генри Хайд (1638—1709) | Генри Хайд (1638—1709) | Генри Хайд (1638—1709)  | Генри Хайд (1638—1709)  |                         |                         | Анна Хайд (1637—1671)   | Анна Хайд (1637—1671)   | Анна Хайд (1637—1671) | Анна Хайд (1637—1671) | Анна Хайд (1637—1671) | Анна Хайд (1637—1671) |  |  |                      |                      |                      |                      |                      |                      |  |  | Яков II & VII (1633—1701) | Яков II & VII (1633—1701) | Яков II & VII (1633—1701) | Яков II & VII (1633—1701) | Яков II & VII (1633—1701) | Яков II & VII (1633—1701) |  |  | Мария (1631—1660)              | Мария (1631—1660)              | Мария (1631—1660)              | Мария (1631—1660)              | Мария (1631—1660)              | Мария (1631—1660)              |  |  | Карл II (1630—1685)      | Карл II (1630—1685)      | Карл II (1630—1685)      | Карл II (1630—1685)      | Карл II (1630—1685)      | Карл II (1630—1685)      |  |  |  |  |  |  |  |  |  |  |  |  |
| Генри Хайд (1638—1709) | Генри Хайд (1638—1709) | Генри Хайд (1638—1709) | Генри Хайд (1638—1709) | Генри Хайд (1638—1709)  | Генри Хайд (1638—1709)  |                         |                         | Анна Хайд (1637—1671)   | Анна Хайд (1637—1671)   | Анна Хайд (1637—1671) | Анна Хайд (1637—1671) | Анна Хайд (1637—1671) | Анна Хайд (1637—1671) |  |  |                      |                      |                      |                      |                      |                      |  |  | Яков II & VII (1633—1701) | Яков II & VII (1633—1701) | Яков II & VII (1633—1701) | Яков II & VII (1633—1701) | Яков II & VII (1633—1701) | Яков II & VII (1633—1701) |  |  | Мария (1631—1660)              | Мария (1631—1660)              | Мария (1631—1660)              | Мария (1631—1660)              | Мария (1631—1660)              | Мария (1631—1660)              |  |  | Карл II (1630—1685)      | Карл II (1630—1685)      | Карл II (1630—1685)      | Карл II (1630—1685)      | Карл II (1630—1685)      | Карл II (1630—1685)      |  |  |  |  |  |  |  |  |  |  |  |  |
|                        |                        |                        |                        |                         |                         |                         |                         |                         |                         |                       |                       |                       |                       |  |  |                      |                      |                      |                      |                      |                      |  |  |                           |                           |                           |                           |                           |                           |  |  |                                |                                |                                |                                |                                |                                |  |  |                          |                          |                          |                          |                          |                          |  |  |  |  |  |  |  |  |  |  |  |  |
|                        |                        |                        |                        |                         |                         |                         |                         |                         |                         |                       |                       |                       |                       |  |  |                      |                      |                      |                      |                      |                      |  |  | Джеймс (1688—1766)        |                           |                           |                           |                           |                           |  |  |                                |                                |                                |                                |                                |                                |  |  |                          |                          |                          |                          |                          |                          |  |  |  |  |  |  |  |  |  |  |  |  |
|                        |                        |                        |                        |                         |                         |                         |                         |                         |                         |                       |                       |                       |                       |  |  |                      |                      |                      |                      |                      |                      |  |  |                           |                           |                           |                           |                           |                           |  |  |                                |                                |                                |                                |                                |                                |  |  |                          |                          |                          |                          |                          |                          |  |  |  |  |  |  |  |  |  |  |  |  |
|                        |                        |                        |                        |                         |                         |                         |                         |                         |                         |                       |                       |                       |                       |  |  |                      |                      |                      |                      |                      |                      |  |  |                           |                           |                           |                           |                           |                           |  |  |                                |                                |                                |                                |                                |                                |  |  |                          |                          |                          |                          |                          |                          |  |  |  |  |  |  |  |  |  |  |  |  |
|                        |                        |                        |                        |                         |                         |                         |                         | Анна (1665—1714)        | Анна (1665—1714)        | Анна (1665—1714)      | Анна (1665—1714)      | Анна (1665—1714)      | Анна (1665—1714)      |  |  | Мария II (1662—1694) | Мария II (1662—1694) | Мария II (1662—1694) | Мария II (1662—1694) | Мария II (1662—1694) | Мария II (1662—1694) |  |  |                           |                           |                           |                           |                           |                           |  |  | Вильгельм III & II (1650—1702) | Вильгельм III & II (1650—1702) | Вильгельм III & II (1650—1702) | Вильгельм III & II (1650—1702) | Вильгельм III & II (1650—1702) | Вильгельм III & II (1650—1702) |  |  | Джеймс Скотт (1649—1685) | Джеймс Скотт (1649—1685) | Джеймс Скотт (1649—1685) | Джеймс Скотт (1649—1685) | Джеймс Скотт (1649—1685) | Джеймс Скотт (1649—1685) |  |  |  |  |  |  |  |  |  |  |  |  |
|                        |                        |                        |                        |                         |                         |                         |                         | Анна (1665—1714)        | Анна (1665—1714)        | Анна (1665—1714)      | Анна (1665—1714)      | Анна (1665—1714)      | Анна (1665—1714)      |  |  | Мария II (1662—1694) | Мария II (1662—1694) | Мария II (1662—1694) | Мария II (1662—1694) | Мария II (1662—1694) | Мария II (1662—1694) |  |  |                           |                           |                           |                           |                           |                           |  |  | Вильгельм III & II (1650—1702) | Вильгельм III & II (1650—1702) | Вильгельм III & II (1650—1702) | Вильгельм III & II (1650—1702) | Вильгельм III & II (1650—1702) | Вильгельм III & II (1650—1702) |  |  | Джеймс Скотт (1649—1685) | Джеймс Скотт (1649—1685) | Джеймс Скотт (1649—1685) | Джеймс Скотт (1649—1685) | Джеймс Скотт (1649—1685) | Джеймс Скотт (1649—1685) |  |  |  |  |  |  |  |  |  |  |  |  |

## В культуре
Мария является персонажем ряда фильмов и сериалов:
- Первые Черчилли (мини-сериал, 1969, роль исполнила Лиза Даниэли)[119]
- Орландо (фильм, 1992, роль исполнила Сара Кроуден)[120]
- Англия, моя Англия[англ.] (фильм, 1995, роль исполнила Ребекка Фронт)[121]
- Лига джентльменов: Апокалипсис[англ.] (фильм, 2005, роль исполнила Виктория Вуд)[122]

## Комментарии
1. 1 2 3  После смерти Марии Вильгельм стал единоличным правителем королевств.
2. ↑  Предшественницами Марии II с тем же именем на английском и шотландском тронах были разные женщины — Мария I Тюдор и Мария I Стюарт соответственно.
3. ↑  Мария была одной из крёстных матерей младшей сестры[6].
4. ↑  Мария Моденская перенесла по меньшей мере двенадцать беременностей, из которых только две закончились рождением детей, переживших младенчество и детские годы[14].
5. ↑  Одной из причин обоснованности этих слухов были личные предубеждения короля, позволившего присутствовать при родах фактически только католикам и иностранцам[53]; протестантские прелаты и вовсе не были допущены в родовые покои[51].
6. ↑  В 1689 году сторонники Анны потребовали предоставить ей парламентом аннуитетные выплаты в размере 50 000 фунтов — сумму, которая должна была положить конец её финансовой зависимости от Вильгельма и Марии[81]. Вильгельм предложил Анне ту же сумму из личной казны, таким образом оставив принцессу зависимой от его щедрости. Анна отказалась, отметив, что парламентский грант будет более надёжным, чем благотворительность из личной казны[82].
7. ↑  Ранее в том же году также было написано одно из наиболее важных и величественных произведений Пёрселла — ода ко дню рождения королевы Марии, озаглавленная Come Ye Sons of Art[107].